# Casa de la Virreina
La Casa de la Virreina es un restaurante ubicado en la Plaza de Armas de la ciudad de San Luis Potosí, San Luis Potosí, México. El inmueble es catalogado como monumento histórico por el Instituto Nacional de Antropología e Historia (INAH) para su preservación.

## Historia
La Casa de la Virreina data del siglo XVIII. El solar que actualmente ocupa fue originalmente  adjudicado en 1593 a la familia del conquistador Juan de Oñate, quien fue alcalde de la ciudad y ayudó con el trazo. De ahí pasó a otras familias hasta que perteneció a los de la Gándara. Fue terminada el 28 de junio de 1736 y aún permanece.
Fue casa del alférez Manuel de la Gándara, tío de María Francisca de la Gándara, virreina por virtud de ser la esposa de Félix Calleja, que fue organizador y jefe del ejército del centro (1810-1812) durante la guerra de independencia mexicana y sexagésimo virrey de la Nueva España, gobernando de 1813 a 1816. Cuando Calleja tomó su cargo como virrey, el y su esposa se mudaron al Palacio Real en la Ciudad de México. Cuando Juan José Ruiz de Apodaca y Eliza lo sucedió como virrey, Calleja y su esposa partieron para España, jamás regresando a su antiguo domicilio en San Luis Potosí. En 1948 la fachada fue recubierta con piedra.
Es considerada junto a la Casa Museo Manuel José Othón, la Casa Mariano Jiménez, la Casa Pitman y la Casa del Poeta Ramón López Velarde como una de las casas históricas más importantes de la ciudad.
Su balcón es el más elegante de toda la ciudad. Desde ahí se pueden presenciar importantes eventos como la Procesión del Silencio en San Luis Potosí. La segunda planta tiene tres salones. El Salón Arcos tiene capacidad para 80 personas, el Salón Virrey entre 80 y 100 personas y el Salón Virreina 30 personas. Como muchos edificios virreinales tiene un patio central. En 1977 se convirtió en el «Café Luisana», un lugar muy concurrido en la Plaza de Armas en los años 1970. Posteriormente fue transformado en un restaurante llamado «La Posada del Virrey», que permanece abierto. El restaurante ofrece platillos mexicanos pero se enfoca en la gastronomía potosina.